# NGC 6308
NGC 6308 је спирална галаксија у сазвежђу Херкул која се налази на NGC листи објеката дубоког неба.
Деклинација објекта је + 23° 22' 46" а ректасцензија 17h 11m 59,7s. Привидна величина (магнитуда) објекта NGC 6308 износи 13,6 а фотографска магнитуда 14,3. NGC 6308 је још познат и под ознакама UGC 10747, MCG 4-40-21, CGCG 139-43, IRAS 17099+2326, PGC 59807.